# Shigatoxine
 (décembre 2020).
Si vous disposez d'ouvrages ou d'articles de référence ou si vous connaissez des sites web de qualité traitant du thème abordé ici, merci de compléter l'article en donnant les références utiles à sa vérifiabilité et en les liant à la section « Notes et références ».

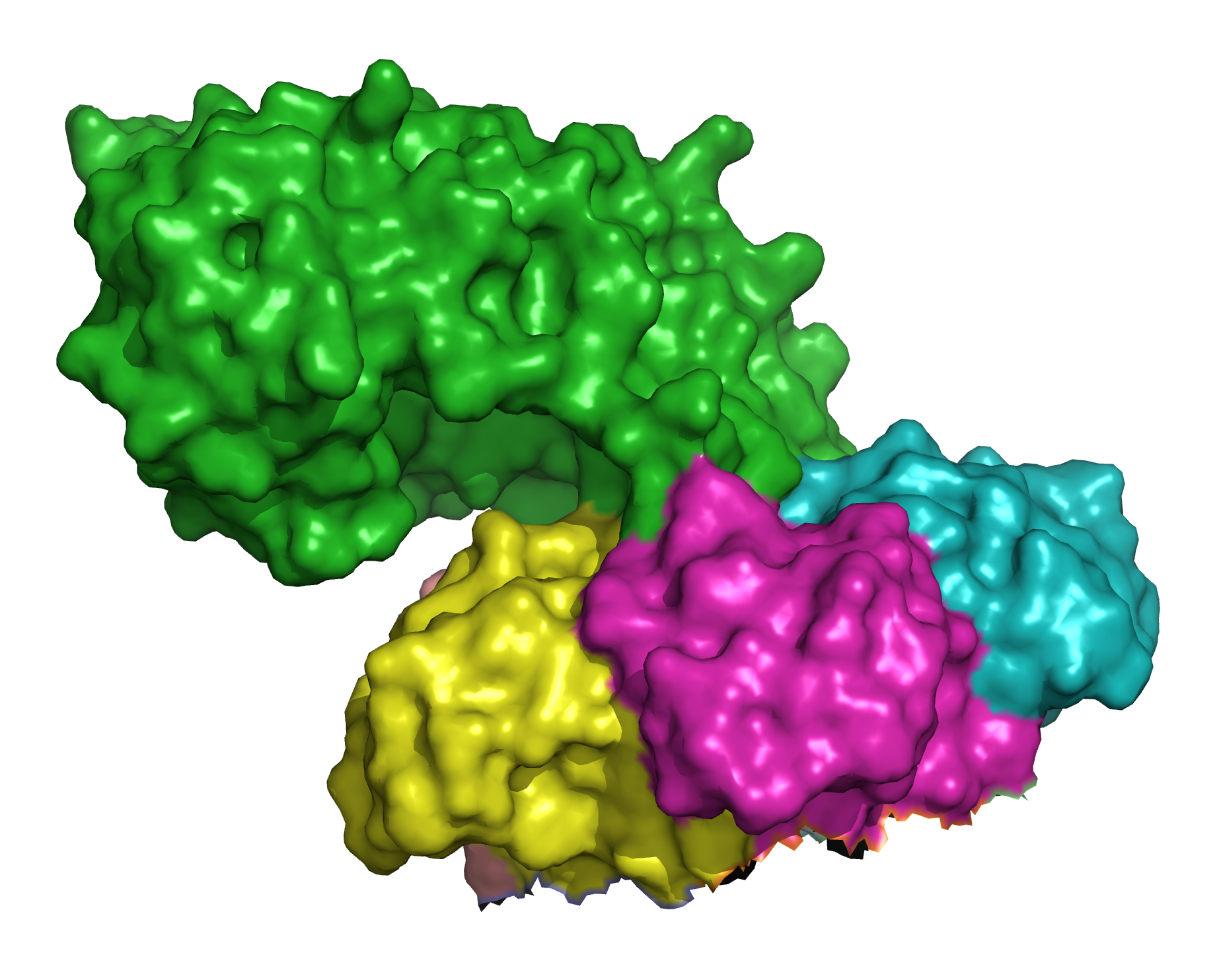
Shigatoxine Shigella dysenteriae

Les shigatoxines ou shiga-toxines (STX1 et STX2) sont des toxines particulières codées par les gènes Stx sécrétées par certaines souches de bactéries Escherichia coli : les STEC (Shiga-toxin-Producing Escherichia coli), anciennement connues sous le nom de VTEC (Verotoxin-Producing Escherichia Coli).

## Origine de leur appellation
La shigatoxine tient son nom du fait de sa grande similitude avec une toxine produite par Shigella dysenteriae, la bactérie responsable de la dysenterie.
Elle est également connue sous le nom de vérotoxine, en raison de sa toxicité pour les cellules Vero, des cellules de reins du singe vert d'Afrique utilisées pour les cultures.

## Action cytotoxique des shigatoxines
Sécrétées par les STEC, ces toxines traversent la barrière de l'épithélium intestinal. Elles sont véhiculées jusqu'aux organes cibles par les globules rouges ou les polynucléaires via la circulation sanguine.
Il existe deux types de shigatoxines : les STX1 et les STX2, plus puissantes[C'est-à-dire ?] que les premières.
En se fixant sur les récepteurs spécifiques localisés à la surface des cellules endothéliales, principalement aux niveaux intestinal, rénal et cérébral, les shigatoxines provoquent l'arrêt des synthèses protéiques cellulaires, entraînant la mort des cellules cibles. 

## Symptômes d'une infection par une shigatoxine
La présence de shigatoxines dans l'organisme provoque des manifestations cliniques au niveau du rein et de l'intestin. Les symptômes se résument en des diarrhées pouvant évoluer en diarrhées sanglantes. Des complications peuvent conduire à un syndrome hémolytique et urémique (SHU).